# 反特征值理论
在应用数学中，反特征值理论（antieigenvalue theory）应用于数值分析、小波、统计学、量子力学、金融以及最优化，由Karl Gustafson于1966至1968年间创立。
一个矩阵或算子{\displaystyle A}的反特征向量{\displaystyle x}，是被{\displaystyle A}作用后旋转角度最大的向量。对应的反特征值{\displaystyle \mu }是最大旋转角的余弦。最大旋转角{\displaystyle \phi (A)}称为这个算子的角度。就像特征值可以按从小到大的顺序排成谱，反特征值理论把算子{\displaystyle A}的反特征值按照最大旋转角从小到大的顺序排列。